# Den baltiske kæde
Den baltiske kæde var en politisk demonstration i Estland, Letland og Litauen den 23. august 1989 imod Sovjetunionens daværende besættelse af landene, idet to millioner mennesker tog hinanden i hænderne og dannede en 600 kilometer lang menneskelig kæde, som strakte sig gennem de baltiske sovjetrepublikker fra Tallinn til Vilnius.
Demonstrationen var arrangeret af Sąjūdis i Litauen, Tautas fronte i Letland og Rahvarinne i Estland og som dato var valgt 50-årsdagen for Molotov-Ribbentrop-pagtens indgåelse.

## Galleri
- I Vilnius-bydelen Šeškinė
- Ved Maišiagala i Litauen
- Ved Šilagalio i Litauen
- I Panevezys i Litauen
- Mindedemonstration i 2009 (20 år efter) i Riga